# Квітко Олександр Костянтинович
Олександр Костянтинович Квітко (Квітка) (6 серпня 1893, Харківська губернія, Російська імперія — 1945) — підполковник Дієвої Армії УНР.

## Біографія
Походив з Харківщини. Останнє звання у російській армії — штабс-ротмістр.
З вересня 1919 року і до 1921 року — курсовий старшина Спільної військової школи Армії УНР. У 1921—1922 роках — старшина Охорони Головного Отамана С. Петлюри.
З 1928 року — контрактовий офіцер польської армії: служив у складі 3-го уланського полку у Тарновських Гурах. Останнє звання у польській армії — майор.
У 1945 році був схоплений та розстріляний радянськими карними органами у Кракові.